# Nuoto ai campionati europei di nuoto 2014 - 200 metri misti femminili
La gara dei 200 metri misti femminili degli Europei 2014 si è svolta il 20-21 agosto. Le qualifiche per la semifinale si sono svolte la mattina del 20 agosto 2014, mentre la semifinale si è svolta la sera dello stesso giorno. La finale, invece, si è svolta la sera del 21 agosto 2014.

## Medaglie
| Posizione | Atleta         | Paese       |
| --------- | -------------- | ----------- |
| Oro       | Katinka Hosszú | Ungheria    |
| Argento   | Aimee Willmott | Regno Unito |
| Bronzo    | Lisa Zaiser    | Austria     |

## Record
Prima della manifestazione il record del mondo (RM), il record europeo (EU) e il record dei campionati (RC) erano i seguenti.
| Record mondiale       | 2'06"15 | Ariana Kukors Stati Uniti | 27 luglio 2009 Roma, Italia       |
| Record europeo        | 2'07"46 | Katinka Hosszú Ungheria   | 27 luglio 2009 Roma, Italia       |
| Record dei campionati | 2'10"09 | Katinka Hosszú Ungheria   | 12 agosto 2010 Budapest, Ungheria |

Durante la competizione sono stati migliorati i seguenti record:
| Data      | Evento        | Atleta         | Nazione  | Tempo   | Record                |
| --------- | ------------- | -------------- | -------- | ------- | --------------------- |
| 20 agosto | 2ª semifinale | Katinka Hosszú | Ungheria | 2'08"41 | Record dei campionati |
| 21 agosto | Finale        | Katinka Hosszú | Ungheria | 2'08"11 | Record dei campionati |

## Risultati

### Batterie
| Pos. | Batteria | Corsia | Atleta                | Nazionalità | Tempo   | Note |
| ---- | -------- | ------ | --------------------- | ----------- | ------- | ---- |
| 1    | 4        | 4      | Katinka Hosszú        | Ungheria    | 2'11"06 | Q    |
| 2    | 3        | 5      | Lisa Zaiser           | Austria     | 2'13"18 | Q    |
| 3    | 2        | 4      | Aimee Willmott        | Regno Unito | 2'13"28 | Q    |
| 4    | 3        | 4      | Mireia Belmonte       | Spagna      | 2'13"50 | Q    |
| 5    | 2        | 2      | Barbora Závadová      | Rep. Ceca   | 2'13"90 | Q    |
| 6    | 4        | 5      | Evelyn Verrasztó      | Ungheria    | 2'14"03 | Q    |
| 7    | 2        | 5      | Viktoriya Andreeva    | Russia      | 2'14"09 | Q    |
| 8    | 4        | 3      | Beatriz Gómez Cortés  | Spagna      | 2'14"16 | Q    |
| 9    | 3        | 6      | Wendy van der Zanden  | Paesi Bassi | 2'14"61 | Q    |
| 10   | 3        | 3      | Stina Gardell         | Svezia      | 2'14"62 | Q    |
| 11   | 2        | 6      | Louise Hansson        | Svezia      | 2'14"86 | Q    |
| 12   | 2        | 3      | Stefania Pirozzi      | Italia      | 2'15"26 | Q    |
| 13   | 4        | 2      | Sycerika McMahon      | Irlanda     | 2'15"46 | Q    |
| 14   | 3        | 1      | Victoria Malyutina    | Russia      | 2'15"85 | Q    |
| 15   | 3        | 2      | Yana Martynova        | Russia      | 2'15"90 |      |
| 16   | 2        | 7      | Amit Ivry             | Israele     | 2'15"94 | Q    |
| 17   | 4        | 6      | Catalina Corró        | Spagna      | 2'16"06 |      |
| 18   | 3        | 8      | Victoria Kaminskaya   | Portogallo  | 2'16"07 | Q    |
| 19   | 4        | 7      | Réka György           | Ungheria    | 2'16"22 |      |
| 20   | 3        | 7      | Lara Grangeon         | Francia     | 2'16"68 |      |
| 21   | 4        | 1      | Fantine Lesaffre      | Francia     | 2'17"15 |      |
| 22   | 2        | 8      | Gizem Bozkurt         | Turchia     | 2'17"81 |      |
| 23   | 4        | 0      | Noora Laukkanen       | Finlandia   | 2'17"90 |      |
| 24   | 1        | 5      | Lisa Stamm            | Svizzera    | 2'18"43 |      |
| 25   | 2        | 0      | Alyona Kyselyova      | Ucraina     | 2'18"65 |      |
| 26   | 4        | 8      | Tanja Kylliaeinen     | Finlandia   | 2'19"21 |      |
| 27   | 2        | 1      | Alessia Polieri       | Italia      | 2'20"01 |      |
| 28   | 4        | 9      | Annick van Westendorp | Svizzera    | 2'21"58 |      |
| 29   | 3        | 0      | Ana Radič             | Croazia     | 2'21"73 |      |
| 30   | 1        | 3      | Hilla Kortetjaervi    | Finlandia   | 2'22"78 |      |
| 31   | 1        | 4      | Andrea Podmaníková    | Slovacchia  | 2'24"87 |      |

### Semifinali

#### Semifinali 1
| Pos. | Corsia | Atleta               | Nazionalità | Tempo   | Note |
| ---- | ------ | -------------------- | ----------- | ------- | ---- |
| 1    | 5      | Mireia Belmonte      | Spagna      | 2'11"13 | Q    |
| 2    | 3      | Evelyn Verrasztó     | Ungheria    | 2'12"60 | Q    |
| 3    | 4      | Lisa Zaiser          | Austria     | 2'13"14 | Q    |
| 4    | 2      | Stina Gardell        | Svezia      | 2'13"68 | Q    |
| 5    | 7      | Stefania Pirozzi     | Italia      | 2'14"22 |      |
| 6    | 6      | Beatriz Gómez Cortés | Spagna      | 2'14"43 |      |
| 7    | 1      | Victoria Malyutina   | Russia      | 2'15"69 |      |
| 8    | 8      | Victoria Kaminskaya  | Portogallo  | 2'15"77 |      |

#### Semifinali 2
| Pos. | Corsia | Atleta               | Nazionalità | Tempo   | Note |
| ---- | ------ | -------------------- | ----------- | ------- | ---- |
| 1    | 4      | Katinka Hosszú       | Ungheria    | 2'08"41 | Q,   |
| 2    | 5      | Aimee Willmott       | Regno Unito | 2'12"39 | Q    |
| 3    | 2      | Wendy van der Zanden | Paesi Bassi | 2'13"25 | Q    |
| 4    | 3      | Barbora Závadová     | Rep. Ceca   | 2'13"39 | Q    |
| 5    | 6      | Viktoriya Andreeva   | Russia      | 2'13"97 |      |
| 6    | 7      | Louise Hansson       | Svezia      | 2'14"11 |      |
| 7    | 1      | Sycerika McMahon     | Irlanda     | 2'14"42 |      |
| 8    | 8      | Amit Ivry            | Israele     | 2'14"75 |      |

### Finale
| Pos. | Corsia | Atleta               | Nazionalità | Tempo   | Note                  |
| ---- | ------ | -------------------- | ----------- | ------- | --------------------- |
|      | 4      | Katinka Hosszú       | Ungheria    | 2'08"11 | Record dei campionati |
|      | 3      | Aimee Willmott       | Regno Unito | 2'11"44 |                       |
|      | 2      | Lisa Zaiser          | Austria     | 2'12"17 |                       |
| 4    | 6      | Evelyn Verrasztó     | Ungheria    | 2'12"95 |                       |
| 5    | 1      | Barbora Závadová     | Rep. Ceca   | 2'13"24 |                       |
| 6    | 8      | Stina Gardell        | Svezia      | 2'13"25 |                       |
| 7    | 7      | Wendy van der Zanden | Paesi Bassi | 2'13"76 |                       |
| 8    | 5      | Mireia Belmonte      | Spagna      | 2'18"46 |                       |